# Los cañones de Navarone
Los cañones de Navarone (título original en inglés The Guns of Navarone) es una película británico-estadounidense de 1961, del género drama épico, dirigida por J. Lee Thompson, protagonizada por Gregory Peck, David Niven y Anthony Quinn, y basada en la novela homónima de 1957 de Alistair MacLean. 
Fue galardonada con el premio Óscar de 1962 a los mejores efectos especiales, con el premio Globo de Oro de 1963 a la mejor película y a la mejor música, y con el premio Laurel de Oro de 1962 a la mejor película dramática, ocupando el tercer lugar en la categoría a la mejor actuación masculina (Gregory Peck). La película tuvo una secuela, Fuerza 10 de Navarone (1978).

## Sinopsis
Tanto el libro como la adaptación cinematográfica narran las peripecias, durante la Segunda Guerra Mundial, de un grupo de comandos aliado cuya misión es destruir la inexpugnable fortaleza alemana del mar Egeo, donde se ubican unos cañones que han hundido varios barcos de la fuerza aliada.
En 1943, las potencias del Eje deciden que una demostración de fuerza podría intimidar a la neutral Turquía para unirse a ellos. Su objetivo es un regimiento de 2000 soldados británicos abandonados en la isla de Keros en el mar Egeo. El rescate por la Royal Navy es imposible debido a dos cañones enormes dirigidos por radar en la cercana isla de Navarone. El tiempo es corto, porque se espera que los alemanes lancen un ataque a las fuerzas británicas.
Los esfuerzos para destruir las armas de fuego por los bombardeos aéreos han sido infructuosos, de tal manera que seis destructores no pueden recoger los hombres varados. El Comodoro Jensen (James Robertson Justice) de la Inteligencia Aliada reúne un equipo de comandos para navegar a Navarone y destruir las armas de fuego. Liderados por el Mayor Roy Franklin (Anthony Quayle), se embarcan el capitán Keith Mallory (Gregory Peck), un alpinista de renombre; el Coronel Andrea Stavrou (Anthony Quinn), del derrotado ejército griego; el mejor amigo de Franklin, Miller (David Niven), un exprofesor universitario de química y experto en explosivos; el greco-americano Spyros Pappadimos (James Darren), natural de Navarone; y "Carnicero" Brown (Stanley Baker), un ingeniero experto y muy hábil cazador con el cuchillo. 
Disfrazados de pescadores griegos en un barco decrépito, navegan a través del Mar Egeo y arriban a la isla donde, después de escalar el acantilado en donde están instalados los cañones en cuestión, intentan vencer la vigilancia alemana, no sin antes encontrarse con las aguerridas mujeres miembros de la resistencia griega, María de Spyros (Irene Papas) y su amiga Anna (Gia Scala), mientras que son perseguidos constantemente por los soldados alemanes. 
En una violenta tormenta cerca de la costa de la isla, el barco es destruido y el grupo pierde parte de su equipo, pero se las arregla para desembarcar en la isla. Después de una serie de encuentros, intrigas, viejas rivalidades y traiciones, los destructores aliados aparecen en la fecha prevista. Los alemanes encuentran los explosivos colocados en los cañones y comienzan a disparar al paso de la flotilla aliada. Sin embargo, finalmente los explosivos logran ser activados, el armamento juntamente con las fortificaciones se destruyen en una explosión espectacular que Franklin, herido, oye desde su cama de hospital. Al caer al mar los vestigios de las armas y escombros de la fortaleza, los destructores hacen sonar sus sirenas en señal de júbilo y celebración.
Finalmente el equipo de Mallory alcanza con seguridad el convoy británico, pero Stavrou, enamorado de María, decide regresar a Navarone con ella. Mallory y Miller observan las consecuencias de la destrucción desde un destructor.

## Reparto
| - Gregory Peck como Capitán Keith Mallory - David Niven como Miller - Anthony Quinn como Andrea - Stanley Baker como Brown - Anthony Quayle como Mayor Roy Franklin - James Darren como Spyros Pappadimos - Irene Papas como Maria - Gia Scala como Anna - James Robertson Justice como Jensen - Richard Harris como Barnsby - Bryan Forbes como Cohn | - Allan Cuthbertson como Baker - Michael Trubshawe como Weaver - Percy Herbert como Grogan - George Mikell como Sessler - Walter Gotell como Muesel - Tutte Lemkow como Nicolai - Albert Lieven como Comandante - Norman Wooland como Capitán del grupo - Cleo Scouloudi como Novia - Nicholas Papakonstantinou como Capitán de patrulla - Christopher Rhodes como Oficial de artillería alemán |

## Producción
La película fue parte de un ciclo de aventuras de gran presupuesto de la Segunda Guerra Mundial que incluyó El puente sobre el río Kwai (1957), El día más largo (1962) y The Great Escape (1963). La novela fue un éxito de ventas y fue leída por Mike Frankovich, jefe de Columbia Pictures, quien se entusiasmó con sus posibilidades cinematográficas. Se lo mostró a Carl Foreman, quien había escrito Bridge on the River Kwai y tenía un acuerdo de producción con Columbia, que no estaba tan entusiasmado al principio, en parte porque sabía lo difícil que sería hacer una versión cinematográfica. Foreman finalmente cambió de opinión y aceptó hacer la película.
El guion, adaptado por el productor Carl Foreman, hizo cambios significativos de la novela The Guns of Navarone de Alistair MacLean. Foreman también quería dirigir, pero Columbia se negó e insistió en un director británico. El trabajo fue para Alexander Mackendrick, quien dijo que "quería tomar lo que era esencialmente un melodrama típico de tiempos de guerra lleno de acción y darle algunos matices pretenciosos".
Mackendrick fue despedido por Carl Foreman una semana antes de que comenzara el rodaje debido a "diferencias creativas". Fue reemplazado por J. Lee Thompson, en parte porque la estrella Gregory Peck quedó impresionada por North West Frontier.
El papel desempeñado por Niven fue originalmente destinado a Kenneth More. Foreman había escrito el papel para More, pero el jefe de Rank, John Davis, se negó a prestarle más a More para la película.

### Rodaje
La isla griega de Rodas fue el lugar de rodaje: la unidad se basó allí desde abril hasta julio de 1960. Quinn estaba tan cautivado con el área que compró tierras allí en un área que todavía se llama Bahía Anthony Quinn. Algunas escenas más fueron filmadas en las islas de Gozo, cerca de Malta, y Tino, en el mar de Liguria. Uno de los buques de guerra en la película, el USS Slater, entonces un barco de entrenamiento en la Armada Helénica conocido como Aetos (D-01), se conserva como un barco museo en Albany, Nueva York.
Según lo descrito por el director Thompson en la pista de comentarios del DVD, David Niven se enfermó gravemente después del rodaje en el estanque de agua debajo del elevador de la cueva y casi murió, permaneciendo en el hospital durante algunas semanas mientras el equipo completaba otras partes de la secuencia de la cueva. Sin embargo, dado que las escenas clave con Niven seguían incompletas en ese momento, y era dudoso si podría regresar para terminar la película, toda la producción estaba en peligro. Se contempló la posibilidad de rescatar escenas clave a lo largo de la película con otro actor y abandonar el proyecto para cobrar el seguro. Sin embargo, Niven pudo completar sus escenas algunas semanas después.
Surgió una complicación cuando se descubrió que Gregory Peck, cuyo personaje se suponía que hablaba alemán con fluidez, no podía hablar el idioma de manera convincente. El actor de voz Robert Rietty dobló todo el diálogo alemán de Peck para la película.
Los mapas de la película fueron creados por Halas y Batchelor, un equipo británico conocido por sus películas animadas. Aunque la isla de Navarone es ficticia, un mapa representado en la película que pretende mostrar la isla de Navarone la muestra como la verdadera isla de Anticitera.
Varios miembros de la familia real griega visitaron el set el día que se filmó la escena del café Mandrakos y aparecen en el fondo como extras.

## Recepción
La película consiguió un enorme éxito de público en su momento, lo que causó que tuviese en 1978 la secuela ya antes mencionada.

## Premios

### Premios Óscar
| Categoría                   | Candidatura                    | Resultado | Ganador                                          |
| --------------------------- | ------------------------------ | --------- | ------------------------------------------------ |
| Mejor película              | Mejor película                 | Nominado  | West Side Story                                  |
| Mejor dirección             | J. Lee Thompson                | Nominado  | Robert Wise y Jerome Robbins por West Side Story |
| Mejor montaje               | Alan Osbiston                  | Nominado  | Thomas Stanford por West Side Story              |
| Mejor banda sonora original | Dimitri Tiomkin                | Nominado  | Henry Mancini por Desayuno con diamantes         |
| Mejores efectos visuales    | Bill Warrington Chris Greenham | Ganador   |                                                  |
| Mejor sonido                | John Cox                       | Nominado  | Fred Hynes y Gordon Sawyer por West Side Story   |
| Mejor guion adaptado        | Carl Foreman                   | Nominado  | Abby Mann por ¿Vencedores o vencidos?            |

### Premios Globo de Oro
| Categoría                   | Candidatura            | Resultado | Ganador                                  |
| --------------------------- | ---------------------- | --------- | ---------------------------------------- |
| Mejor película - Drama      | Mejor película - Drama | Ganador   |                                          |
| Mejor banda sonora original | Dimitri Tiomkin        | Ganador   |                                          |
| Mejor dirección             | J. Lee Thompson        | Nominado  | Stanley Kramer por Vencedores o vencidos |

### Premios BAFTA
| Categoría             | Candidatura  | Resultado | Ganador                                                         |
| --------------------- | ------------ | --------- | --------------------------------------------------------------- |
| Mejor guion en inglés | Carl Foreman | Nominado  | Wolf Mankowitz y Val Guest por El día que la tierra se incendió |